# 1952-es Formula–1 svájci nagydíj
Az 1952-es Formula–1-es világbajnokság szezonnyitó futama a svájci nagydíj volt.

## Időmérő
| Helyezés | Versenyző                       | Idő                     |
| -------- | ------------------------------- | ----------------------- |
| 1        | Giuseppe Farina (Alfa Romeo)    | 2:47.500 (156,466 km/h) |
| 2        | Piero Taruffi (Ferrari)         | 2:50.100                |
| 3        | Robert Manzon (Gordini)         | 2:52.100                |
| 4        | André Simon (Ferrari)           | 2:52.400                |
| 5        | Rudi Fischer (Ferrari)          | 2:53.300                |
| 6        | Peter Collins (HWM)             | 2:55.900                |
| 7        | Jean Behra (Gordini)            | 2:55.900                |
| 8        | Toulo de Graffenried (Maserati) | 2:56.400                |
| 9        | Stirling Moss (HWM)             | 2:56.400                |
| 10       | George Abecassis (HWM)          | 2:56.900                |
| 11       | Prince Bira (Simca-Gordini)     | 2:59.300                |
| 12       | Lance Macklin (HWM)             | 3:00.200                |
| 13       | Ken Wharton (Frazer-Nash)       | 3:00.900                |
| 14       | Hans Stuck (AFM)                | 3:01.700                |
| 15       | Alan Brown (Cooper)             | 3:02.500                |
| 16       | Toni Ulmen (Veritas)            | 3:05.800                |
| 17       | Eric Brandon (Cooper)           | 3:05.800                |
| 18       | Harry Schell (Maserati)         | 3:07.600                |
| 19       | Peter Hirt (Ferrari)            | 3:10.200                |
| 20       | Louis Rosier (Ferrari)          | Idő nélkül              |
| 21       | Max De Terra (Simca-Gordini)    | 4:26.930                |
| 22       | Maurice Trintignant (Ferrari)   | Nem indult              |

## Futam
Az évadnyitót akárcsak egy évvel azelőtt, akkor is Svájcban rendezték meg, Bremgartenben. A Pole pozíciót Giuseppe Farina szerezte meg a szintén Ferraris Piero Taruffi előtt. Farina vezette a versenyt, de a 16. körben motor problémák miatt kiállni kényszerült, ezért átvette francia csapattársa Andrea Simon autóját, de az 51. körben annak is meghibásodott a motorja. A győzelem így Piero Taruffi ölébe hullott, aki a verseny leggyorsabb köréért járó egy pontot is magáénak tudhatta.
| Helyezés | Rajtszám | Versenyző               | Csapat/Motor          | Körök | Idő/kiesés oka     | Rajthely | Pont |
| -------- | -------- | ----------------------- | --------------------- | ----- | ------------------ | -------- | ---- |
| 1        | 30       | Piero Taruffi           | Ferrari               | 62    | 3:01'46,1          | 2        | 9    |
| 2        | 42       | Rudi Fischer            | Ferrari               | 62    | +2'37,2            | 5        | 6    |
| 3        | 6        | Jean Behra              | Gordini               | 61    | +1 kör             | 7        | 4    |
| 4        | 22       | Ken Wharton             | Frazer-Nash-Bristol   | 60    | +2 kör             | 13       | 3    |
| 5        | 26       | Alan Brown              | Cooper-Bristol        | 59    | +3 kör             | 15       | 2    |
| 6        | 38       | Toulo de Graffenried    | Maserati-Platé        | 58    | +4 kör             | 8        |      |
| 7        | 44       | Peter Hirt              | Ferrari               | 56    | +6 kör             | 19       |      |
| 8        | 24       | Eric Brandon            | Cooper-Bristol        | 55    | +7 kör             | 17       |      |
| Ki       | 10       | Prince Bira             | Simca-Gordini-Gordini | 52    | Motorhiba          | 11       |      |
| Ki       | 32       | André Simon Nino Farina | Ferrari               | 51    | Elektromágnes      | 4        |      |
| Ki       | 40       | Harry Schell            | Maserati-Platé        | 31    | Motorhiba          | 18       |      |
| Vi       | 46       | Stirling Moss           | HWM-Alta              | 24    | Visszalépett       | 9        |      |
| Vi       | 20       | Lance Macklin           | HWM-Alta              | 24    | Visszalépett       | 12       |      |
| Ki       | 8        | Robert Manzon           | Gordini               | 20    | Hűtő               | 3        |      |
| Ki       | 28       | Nino Farina             | Ferrari               | 16    | Elektromágnes      | 1        |      |
| Ki       | 18       | Peter Collins           | HWM-Alta              | 12    | Féltengely         | 6        |      |
| Ki       | 16       | George Abecassis        | HWM-Alta              | 12    | Féltengely         | 10       |      |
| Ki       | 2        | Hans Von Stuck          | AFM-Kuchen            | 4     | Motorhiba          | 14       |      |
| Ki       | 4        | Toni Ulmen              | Veritas-BMW           | 4     | Üzemanyagszivárgás | 16       |      |
| Ki       | 12       | Louis Rosier            | Ferrari               | 2     | Baleset            | 20       |      |
| Ki       | 50       | Max de Terra            | Simca-Gordini-Simca   | 1     | Elektromágnes      | 21       |      |

## Statisztikák
A versenyben vezettek: Giuseppe Farina 16 kör (1-16), Piero Taruffi 46 kör (17-62).
- Farina 3. pole pozíciója
- Piero Taruffi 1. leggyorsabb köre
- Piero Taruffi 1. győzelme
- Ferrari 4. győzelme
- Váltott vezetés: 32-es autóval : André Simon (22 kör), Giuseppe Farina (29 kör).
- Jean Behra, Alan Brown, Peter Collins első versenye.